# Вальбуена-де-Дуеро
Вальбуена-де-Дуеро (ісп. Valbuena de Duero) — муніципалітет в Іспанії, у складі автономної спільноти Кастилія-і-Леон, у провінції Вальядолід. Населення — 507 осіб (2010).
Муніципалітет розташований на відстані близько 150 км на північ від Мадрида, 36 км на схід від Вальядоліда.
На території муніципалітету розташовані такі населені пункти: (дані про населення за 2010 рік)
- Лос-Харам'єлес: 0 осіб
- Сан-Бернардо: 238 осіб
- Вальбуена-де-Дуеро: 267 осіб
- Вега-Сісілія: 2 особи

## Демографія
Динаміка населення (INE ):

## Галерея зображень

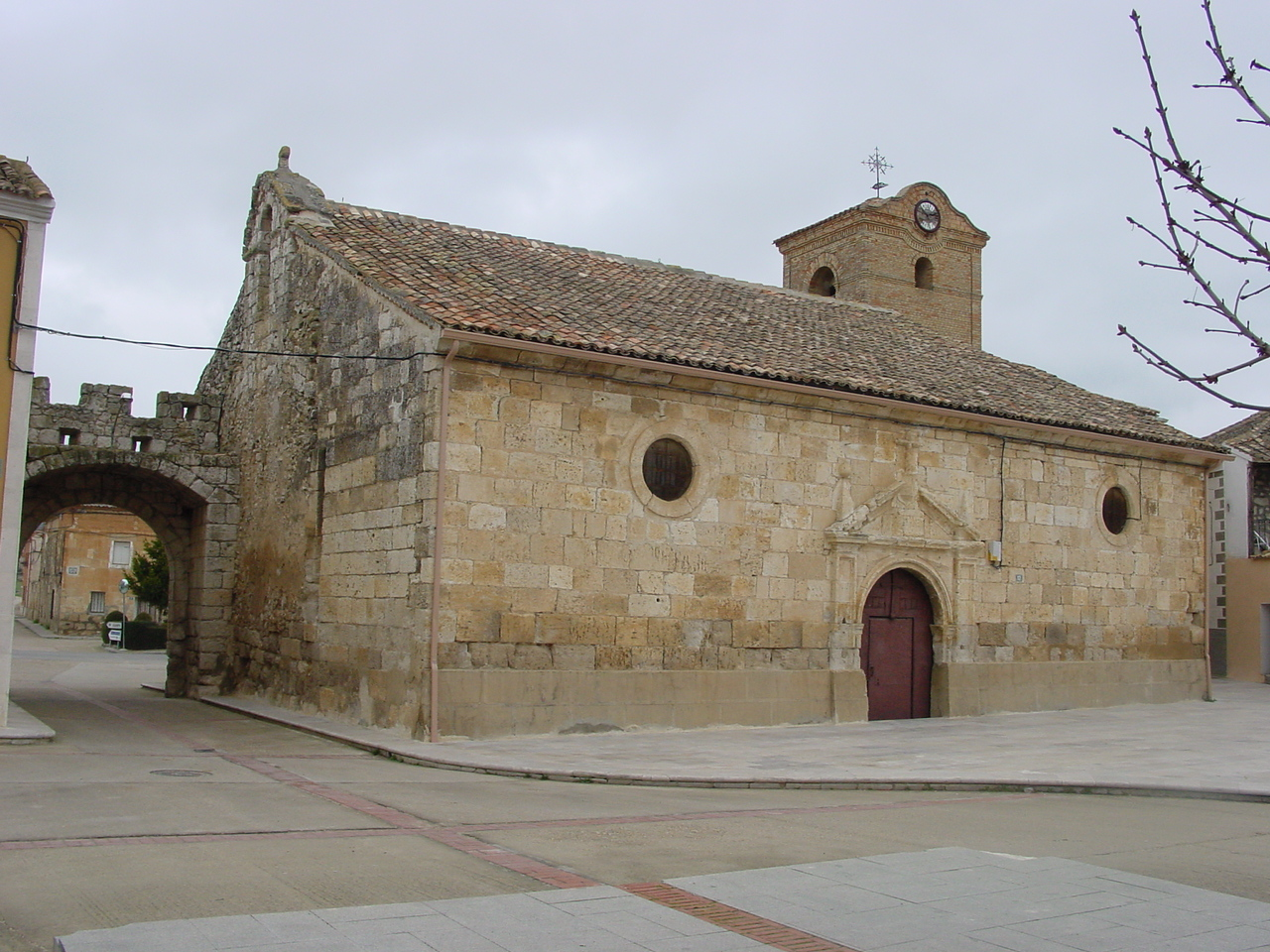
Парафіяльна церква Нуестра-Сеньйора-дель-Росаріо
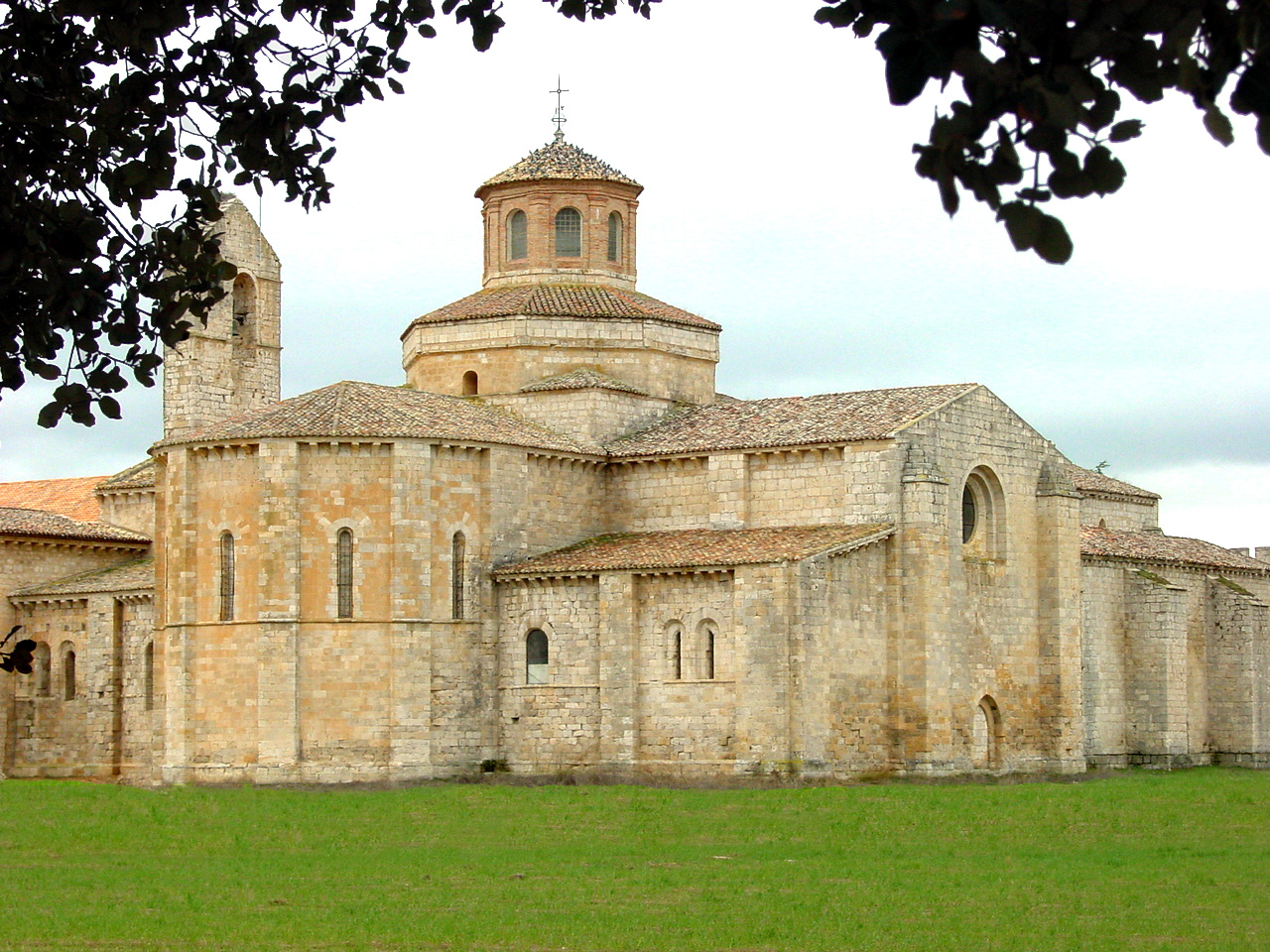
Монастир